# المقلاع (جبلة)

تعديل مصدري - تعديل

المقلاع محلة تابعة لقرية السرايم، التابعة لعزلة المكتب بمديرية جبلة إحدى مديريات محافظة إب في الجمهورية اليمنية، بلغ تعداد سكانها 1070 حسب تعداد اليمن لعام 2004.